# Battin (Brüssow)
Battin ist ein bewohnter Gemeindeteil der Stadt Brüssow des Amtes Brüssow (Uckermark) im Landkreis Uckermark in Brandenburg.

## Geographie
Der Ort liegt sechs Kilometer südsüdöstlich von Brüssow. Den südöstlichen Rand der Gemarkung von Battin bildet die dort fließende Randow und sie ist hier zugleich die Landesgrenze zu Mecklenburg-Vorpommern. Die Nachbarorte sind Battin-Ausbau im Norden, Bagemühl im Nordosten, Krackow im Osten, Battinsthal, Wollin und Friedefeld im Südosten, Radewitz im Süden, Schwaneberg im Südwesten, Albrechtshof im Westen sowie Grünberg im Nordwesten.

## Geschichte
Die erste schriftliche Erwähnung des Ortes stammt aus dem Jahr 1316. Darin wird er mit der Bezeichnung Batyn genannt.